# The Wednesday Play
The Wednesday Play è una serie antologica britannica di spettacoli televisivi trasmessa su BBC1 per sei stagioni dall'ottobre 1964 al maggio 1970. Gli spettacoli erano solitamente opere originali scritte per la televisione, sebbene fossero presenti anche adattamenti drammatici di fiction (e occasionalmente spettacoli teatrali). La serie si è guadagnata la reputazione di presentare drammi sociali contemporanei e di portare all'attenzione di un pubblico di massa questioni che altrimenti non sarebbero state discusse sullo schermo.

## Storia

### Origini e prime stagioni
La serie è stata suggerita al capo del settore drammatico della BBC, Sydney Newman, dal direttore televisivo della società Kenneth Adam dopo la cancellazione delle due precedenti serie di singoli spettacoli. Newman era stato convinto a unirsi alla BBC in seguito al successo del programma simile Armchair Theatre, che aveva prodotto mentre era capo del settore drammatico presso la ABC Weekend TV dal 1958 al 1962. Armchair Theatre aveva affrontato molti argomenti difficili e socialmente rilevanti e riuscì a conquistare un pubblico di massa sulla rete ITV, e Newman voleva un programma che fosse in grado di affrontare questioni simili. Newman voleva anche allontanarsi dalla reputazione della BBC di produrre programmi drammatici sicuri e incontrastati, per produrre qualcosa con più mordente e vigore, quella che Newman chiamava "contemporaneità agitativa".

### Stagioni successive
Gli ultimi tre anni della serie sono stati prodotti prevalentemente da Irene Shubik e Graeme MacDonald; a questo punto il capo della BBC Drama Sydney Newman aveva lasciato la BBC. I momenti salienti di questo periodo includono diverse opere teatrali di David Mercer come In Two Minds (1 marzo 967) e Let's Murder Vivaldi (10 aprile 1968) e Son of Man di Potter (16 aprile 1969), interpretazione in chiave moderna della storia di Gesù.
Soffrendo di un calo di spettatori, la trasmissione di The Wednesday Play terminò nel 1970 quando il giorno di trasmissione cambiò e la serie si trasformò in Play for Today.